# Milenka Rojas

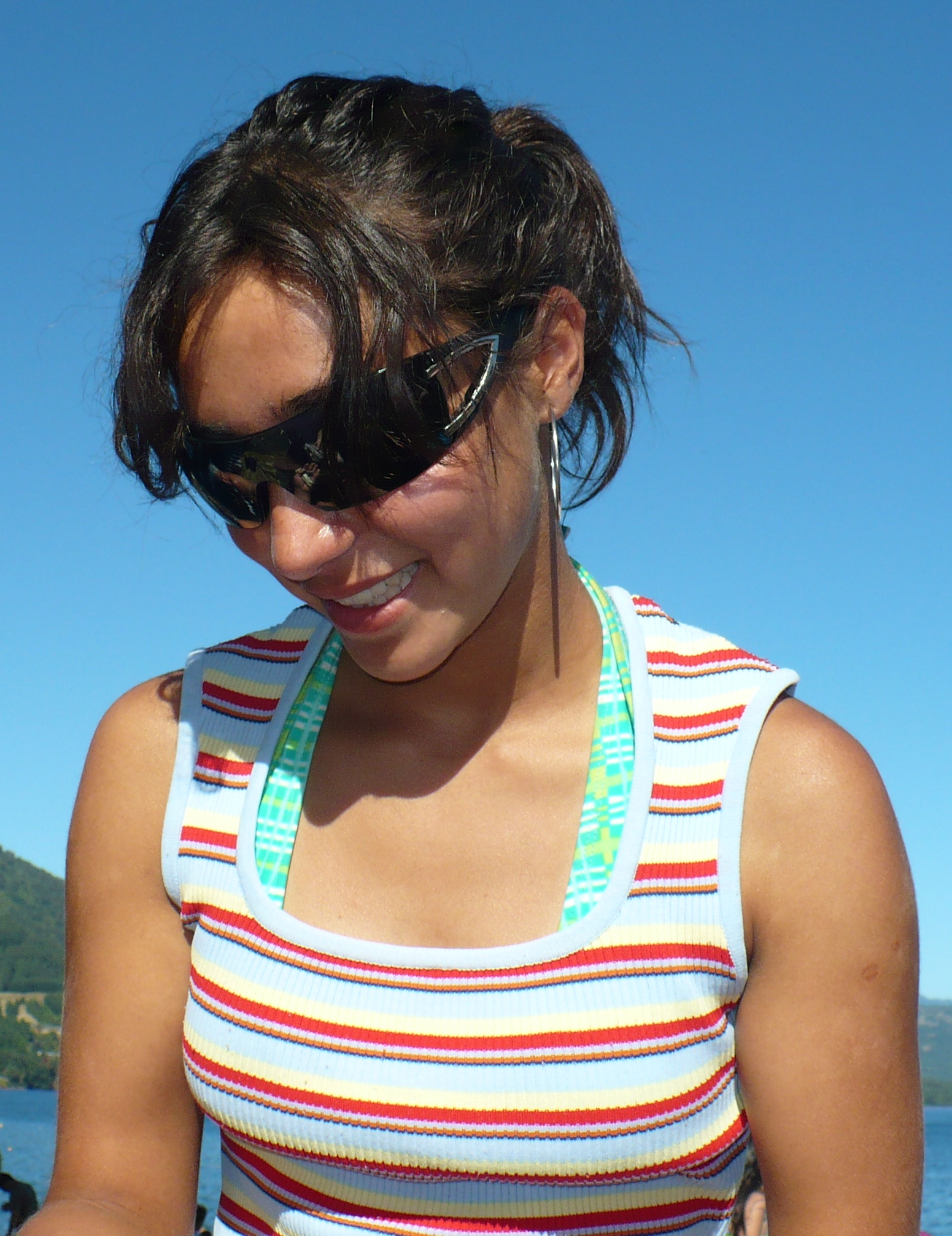
Milenka Rojas en 2009.

Milenka Rojas Rival (14 de noviembre de 1994) es una nadadora chilena.
Oriunda de la comuna de Quilicura, aprendió a nadar a la edad de 7 años en el balneario de Lican Ray, Villarrica, donde es apodada "La sirenita". El año 2007, a la edad de 13 años, cruzó el Canal de Chacao, desde la isla de Chiloé a Puerto Montt, obteniendo el récord a nivel nacional.[cita requerida]
En 2009 se tituló campeona mundial juvenil en nado abierto, y el año siguiente logró el récord de travesía a nado en el Lago Calafquén. El 3 de mayo de 2009 ganó el Torneo de Natación en Aguas Abiertas Isla del Sol en el lago Titicaca, Bolivia.[cita requerida]
En 2011, con sólo 17 años, obtuvo el récord femenino de cruce a nado del Estrecho de Gibraltar, marcando 2 horas y 49 minutos entre Tarifa (Cádiz, España) y Punta Ahmiar (Marruecos).
Actualmente estudia arquitectura en la Universidad de Chile.